# Eszperantóul beszélők száma
Az eszperantóul beszélők száma gyakran vitatott téma az eszperantó közösségben, de azon kívül is. Számos tanulmány és értékelés készült erről a témáról; egyes becslések alapos felméréseken alapulnak, némelyeknek viszont nincs tudományos alapjuk. A pontatlanságok több forrásból adódnak. Egyrészt, nem minden eszperantista tag valamelyik szervezetben. Másrészt van, aki nem vallja be, mivel nem tartja ahhoz megfelelő szintűnek a tudását. Harmadrészt, a népszámlálások adatai sem mindig használhatóak, mert önbevalláson alapulnak, vagy csak az anyanyelvet kérdezik. Internetes felmérésnél a nyelveket egy listából kell kiválasztani és a listában nem szerepel az eszperantó, vagy korlátozott számú nyelv választható, így egy többnyelvű beszélő csak a fontosabb nyelveket tudja bevallani.

## Értékelési csoportok meghatározása
A különböző becslések talán nem is annyira a feltételezett mennyiségeket tekintve különböznek egymástól, hanem abban, hogy ki milyen csoportról akar beszélni – folyékonyan beszélőkről vagy olyan emberekről, akik megtanulták a nyelv alapjait, és képesek egy szótár segítségével elolvasni egy szöveget, vagy azokról, akik utoljára harminc évvel ezelőtt foglalkoztak a nyelvvel. 
Lehetséges, hogy ma körülbelül 100 000 ember folyékonyan beszéli és rendszeresen használja az eszperantót, talán időnként 500 ezer a bizonytalanul beszélők száma, vagy valamikor 2 millióan használták a nyelvtudásukat bizonytalanul, évtizedekkel ezelőtt, – és talán 20 millióan tanulták meg a nyelv alapjait. Talán a 100 000 eszperantó nyelvismerettel rendelkező közül csak körülbelül tízezer beszél tökéletesen. Az a becslés, amely figyelmen kívül hagyja az értékelési csoportok meghatározásának szükségességét (pl. "Az eszperantót is emberek beszélik"), bizonytalan és használhatatlan.

### Nyelvtudás szint
A nyelvtudási szinteket különféle osztályozások jellemzik. Ezek egyike: nulla, alapszint, tanulmányi szint, alapmunka szint, jó munka szint, perfekt szint.
Az értékeléshez használt néhány nyelvi szint: 
- Elkezdte a nyelv tanulását (talán csak: vett egy tankönyvet, csatlakozott egy tanfolyamhoz ...)
- Elérte az alap kommunikációs szintet
- Folyékonyan beszél
- Többé-kevésbé folyékonyan beszél, kiterjedt nyelvtudással rendelkezik, a nemzeti nyelv anyanyelvéhez hasonló szintet ért el

Lehetséges az állami szervek különféle szintjeinek használata is, pl. a Közös Európai Normatívák, Culbert pl. arról számolt be, hogy az Egyesült Államok State Dept. 3. szintjét használta.

### Nyelvhasználat gyakorisága
Különbséget tehetünk pl. hogy valaki
- az elmúlt tizenkét hónapban valamilyen módon használta-e az eszperantót
- az elmúlt évtizedben használta-e valamikor az eszperantót
- az eszperantót több mint tíz éve használta utoljára (nem biztos, hogy képes még beszélni a nyelvet)

## Becslések

Zamenhof címlistájában szereplő címek szerinti kimutatás

- 1887: Kezdetben 1 ember beszélte a nyelvet.
- 1889: Zamenhof címtára 1000 ember címét tartalmazta.[4]
- 1892: 1892 decemberében a La Esperantisto újságnak 544 előfizetője volt.
- 1907: Joseph Rhodes azt írta 300 000 ember.[5]
- 1909: 1909-ig 21 915 címet tartalmazott Zamenhof címlistája.[4]
- 1928: Johannes Dietterle bejelentette egy globális felmérés eredményét, amelynek eredményeként kb. 126 500 ember beszél eszperantóul.[6]
- 1933: Eszperantó Enciklopédia, 502-503. oldal, 126 576 eszperantistát említ 1 786 csoport 7 201 helyen 66 ország (4 kontinensen).
- 1952: Ivo Lapenna becslése: 380 000 eszperantista van a világon[7]
- 1971: Peter Glover Forster -> 2,5 millió eszperantistát említ.[8]
- 1980: Helmar Gunter Frank -> 20 millió eszperantistáról beszél.
- 1983: "Der Fischer Weltalmanach '84"[9]3 - 16 millió eszperantistát említ. A lábjegyzet 3 - 5 milliót említ,[10] a Hamburgi Egyetem 14 - 16 milliót említ[11]
- 1985: Detlev Blanke: fél millió az eszperantóul beszélők száma[12]
- 1988: Sidney S. Culbert szerint (Washingtoni Egyetem), 2 millió ember beszél eszperantóul.[13] Ez a szint magába foglalja azokat, akik folyamatosan tudnak beszélni eszperantóul.[14]).
- 1996: Jouko Lindstedt becsléseket készített - de nem azért, hogy valóban megállapítsa az abszolút beszélők számát, hanem hogy megmutassa a különböző nyelvi szintek közötti különbségeket :[15]
  - 1000 - született eszperantisták
  - 10 000 - folyamatosan beszélnek, majdnem, mint a született eszperantisták
  - 100 000 - írnak és olvasnak eszperantóul
  - 1 000 000 - elfogadhatóan írnak és olvasnak eszperantóul
  - 10 000 000 - az alapokat elsajátították már
- Kb. 1999/2000: Simono Pejno becslése a neten: "optimistán" 20 000 és "pesszimistán" 4000 eszperantóul beszélő van.[16] Ő meghatározta, hogy ki minősül eszperantóul beszélőnek.[17]
- 2003: Ziko van Dijk: maximum 40 000 vagy 50 000 világszerte.[18]
- 2005: Ethnologue idézi a World Almanac-ot (1999): 2 millió beszélőt említ.[19]
- 2014/15: a Facebook szerint Információ a Facebookról, 2014 augusztusában 350 000 felhasználó beszél eszperantóul, 2015 augusztusában: 310 000 felhasználó.[20]
- 2016: Svend Vendelbo Nielsen azt állítja, hogy maximum 62 984 eszperantista él a világon.[21]

## Népszámlálás

### Észtország
- 2011: Az Észtországban végzett népszámláláskor 209 ember vallotta, hogy ismeri az eszperantó nyelvet[22]

### Magyarország
A magyar népszámlálás szerint az eszperantó nyelvű népesség megduplázódott 1941 és 1990 között, majd 1990 és 2001 között szintén. 1941 és 2001 között a számuk négyszeresére, vagyis átlagosan 2,7%-kal nőtt. 1990 és 2001 között a növekedés átlagosan 7,4 százalék volt.
- 1941: A magyarországi népszámlálás 942 embert számlált, akik jelezték, hogy ismerik az eszperantót mint idegen nyelvet.[23]
- 1990: A magyar népszámláláson összesen 2 083 ember jelezte, hogy ismeri az eszperantót mint idegen nyelvet.[24]
- 2001: A magyar népszámláláson összesen 4 565 ember jelezte, hogy ismeri az eszperantót mint idegen nyelvet.[25]
- 2011: A magyar népszámláláson összesen 8 397 ember jelezte, hogy ismeri az eszperantót mint idegen nyelvet.[26]

### Litvánia
- 2001: A litvániai népszámlálás 844 embert számlált, akik jelezték, hogy ismerik az eszperantót mint idegen nyelvet.[27]
- 2011: A litvániai népszámlálás 604 embert számlált, akik jelezték, hogy ismerik az eszperantót mint idegen nyelvet.[28]

### Új-Zéland
- 2006: Az új-zélandi népszámláláskor 123 ember jelezte, hogy tudnak eszperantóul.[29]
- 2013: Az új-zélandi népszámláláskor 108 ember jelezte, hogy tudnak eszperantóul.[30]

### Oroszország
- 2010: Az oroszországi népszámláláskor 992 ember jelezte, hogy tud eszperantóul.[31]

## Fordítás
- Ez a szócikk részben vagy egészben  a   Nombro de Esperanto-parolantoj című eszperantó Wikipédia-szócikk ezen változatának fordításán alapul.  Az eredeti cikk szerkesztőit annak laptörténete sorolja fel. Ez a jelzés csupán a megfogalmazás eredetét és a szerzői jogokat jelzi, nem szolgál a cikkben szereplő információk forrásmegjelöléseként.